# Eva Gredal
Eva Wilhelmsson Gredal, née le 19 février 1927 à Hvorup sogn (Danemark) et morte le 2 août 1995, est une femme politique danoise, membre des Sociaux-démocrates (SD), ancienne ministre, députée au Parlement (le Folketing) et députée européenne.